# Youth International Party
 (août 2019).
Si vous disposez d'ouvrages ou d'articles de référence ou si vous connaissez des sites web de qualité traitant du thème abordé ici, merci de compléter l'article en donnant les références utiles à sa vérifiabilité et en les liant à la section « Notes et références ».
Le Youth International Party est un ancien parti politique anti-autoritaire et libertaire créé aux États-Unis en 1967. Issu du Free Speech Movement et des mouvements anti-guerre des années 1960, les Yippies (nom donné à leurs membres et partisans) sont une alternative plus radicale à ces mouvements.

## Historique
Fondé le soir du réveillon du nouvel an 1968, le Youth International Party n'avait pas d'adhérents et de hiérarchie formels. Abbie Hoffman, Anita Hoffman, Jerry Rubin, Nancy Kurshan, et Paul Krassner (qui serait à l'origine du nom) étaient parmi les fondateurs du mouvement. D'autres militants sont associés aux Yippies dont Stew Albert, Allen Ginsberg, Ed Sanders, Phil Ochs, William Kunstler, Jonah Raskin, Matthew Steen, Steve Conliff, Dana Beal, David Peel, et Judy Collins.
Les Yippies se distinguent des hippies ou des beatniks par leur engagement politique plus marqué. Ils étaient pour la plupart des jeunes discoureurs, dressés contre la guerre au Vietnam et le racisme. Ils furent néanmoins très critiqués par les organisations d'extrême-gauche traditionnelles du fait de leur manque de sérieux et de leurs méthodes inédites de militantisme, s'apparentant aux mouvements de la New Left qui refusaient l'orientation « classiste » préconisée par les mouvements marxistes orthodoxes.
Ils utilisèrent des méthodes d'actions originales comme lancer la candidature d'un cochon Pigasus à l'élection présidentielle de 1968 pour dénoncer le statu quo social. Connus pour leur sens de l'humour, ils ont aussi balancé de l'argent à la Bourse de New York, ou encore encerclé le Pentagone lors de la grande manifestation d'octobre 1967 contre la guerre du Viêt Nam pour prononcer une formule magique censé le faire entrer en lévitation. Ils avaient inventé une sorte de LSD factice qu'ils mettaient dans des pistolets à eau et dont ils s'arrosaient en faisant semblant d'être stone. L'un d'eux, un clown du nom de Wavy Gavy avait déguisé des centaines de manifestants en Père Noël pour que les caméras montrent la police en train d'embarquer des hordes de Pères Noël aux infos du soir.
Les yippies aimaient à répéter : « Ne faites pas confiance à quelqu'un de plus de trente ans ». Dans leur idée, ça voulait dire que les gens nés à une certaine époque, quand l'Amérique affrontait des adversaires comme les nazis, ne pourraient jamais comprendre qu'on puisse aimer son pays au point de refuser de combattre les Vietnamiens.
Hoffman et Rubin furent auditionnés par la Commission des activités anti-américaines en 1967. Leur comportement à ces auditions, montrant que cette procédure ne leur causait aucune crainte, contrairement aux personnes habituellement soupçonnées de communisme, fit beaucoup pour diminuer le prestige de la commission.